# Odargowo
Odargowo [pronunciación en polaco: /ɔdarˈɡɔvɔ/] (en casubio: Òdargòwò) es un pueblo ubicado en el distrito administrativo de Gmina Krokowa, dentro del Condado de Puck, Voivodato de Pomerania, en Polonia del norte. Se encuentra circa, a 4 kilómetros al noroeste de Krokowa, a 21 kilómetros al noroeste de Puck, y a 58 kilómetros al noroeste de la capital regional Gdańsk.
El pueblo tiene una población de 323 habitantes.